# Інес Суарес
Іне́с де Суа́рес (ісп. Inés de Suárez; близько 1507–1580) — іспанська жінка — конкістадор, учасниця завоювання Чилі.

## Біографія
Народилася в Пласенсії області Естремадура приблизно в 1507 році. Близько 1537 року прибула до Америки, скоріш за все, в пошуках свого чоловіка Хуана де Мелаха, що покинув Іспанію, щоб служити в Новому Світі у братів Пісарро. Після довгих пошуків у різних місцях у 1538 році вона прибула в Ліму, де дізналася, що чоловік давно помер — їй сказали, що він впав у море. У 1539 році як вдова іспанського солдата отримала невелику ділянку землі в Куско та енком'єнду з кількома індіанцями.
Згодом після цього вступила в стосунки з Педро де Вальдіві. Хоча вони і походили з однієї місцевості, й автори ряду художніх творів створили історії про їхню довгу любов, немає свідчень того, що вони були знайомі раніше.
На початку 1540 року вирушила з Вальдівія у експедицію на південь (для чого отримано дозвіл Франсіско Пісарро). У подорожі де Суарес, крім догляду за Вальдівія, доглядала за пораненими і хворими, шукала для них воду в пустелі, врятувала життя Вальдівія, коли на нього напав один із суперників. Шлях був важким, оскільки індіанці, вже знайомі з іспанцями, застосовували тактику випаленої землі. У 1541 році осіла з командою в заснованій Вальдьвія столиці Чилі, Сантьяго.
У серпні 1541 року Суарес розкрила ще одну змову проти Вальдівія, зайнятого на узбережжі.

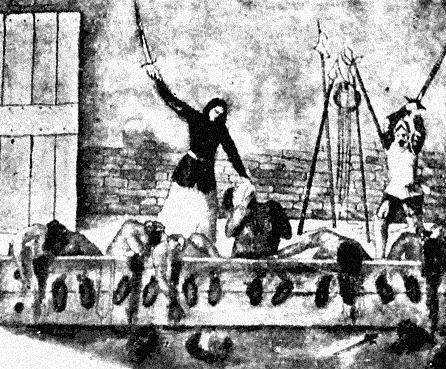
Інес де Суарес обезголовлює заручників

У вересні 1541 року, за відсутності Вальдівії відбила напад індіанців, переламавши бойовий дух сторін. Доставляла іспанцям їжу і воду, дбаючи про поранених, а коли ситуація стала критичною, запропонувала стратити на очах у індіанців сімох полонених касиків, які весь день криками підбадьорювали нападників. Після страти виїхала перед солдатами на білому коні, і піднесені іспанці обрушилися на індіанців і розбили їх.
У 1545 році отримала від Вальдівія за свою хоробрість і звитягу енком'єнду.
У 1548 році Вальдівія потрапив у судовий процес, звинувачуваний, зокрема, у відкритому житті з де Суарес «як чоловік із дружиною» при законній дружині. В обмін на звільнення і призначення королівським губернатором Чилі Вальдівія відіслав Інес і видав її заміж, а в Чилі взяв свою законну дружину Марину Ортіс де Гаеті.
У 1549 році 42-річна де Суарес одружилася з 38-річним сподвижником Вальдівії Родріго де Кірога. Після весілля стала жити тихим сімейним життям, присвятивши себе дому і благочестю. Померла в 1580 році в одному місяці з чоловіком.

## Образ у мистецтві
Інес де Суарес стала героїнею ряду історичних романів:
- Маріє Корреа Моранде «Inés y las raíces de la tierra» (1964)
- Хорхе Гусман «Ay Mamá Inés — Crónica Testimonial» (1993)
- Ізабель Альєнде «Inés del alma mía» (2006)

У 1971 році був знятий фільм «La Araucana», в якому роль Інес зіграла італійська акторка Ельза Мартінеллі.